# Simone Perrotta
Simone Perrotta (* 17. September 1977 in Ashton-under-Lyne, England) ist ein ehemaliger italienischer Fußballspieler.

## Karriere

### Im Verein
Der Mittelfeldspieler Perrotta begann seine Karriere in der Saison 1995/96 bei Reggina Calcio, bevor er 1998 zu Juventus Turin wechselte. Hier kam er allerdings nicht zum Zuge (nur fünf Spiele) und wechselte daher in der folgenden Saison zur AS Bari. Der Verein stieg aber in die Serie B ab und Perrotta wechselte nunmehr 2001 zu Chievo Verona. Dieser Wechsel erwies sich für ihn als goldrichtig, was sicher auch am damaligen Trainer Luigi Delneri lag. Technik und Ausstrahlung sind jedoch nicht seine Welt, er kann dagegen Einsatz, Energie und Siegeswillen in die Waagschale werfen.
2004 wechselte Perrotta für 7,2 Millionen Euro von Verona zur AS Rom, wo er zu einem festen Leistungsträger wurde.
Am 19. August 2007 schrieb Simone Perrotta im Finale um den Italienischen Supercup gegen Inter Mailand Geschichte, als er bereits unmittelbar vor seiner geplanten Einwechslung von Schiedsrichter Roberto Rosetti die Rote Karte gezeigt bekam, die viele Fragen aufwarf. Angeblich hätte sich Perrotta Minuten vor dem Vorfall von der Bank aus zu lautstark über eine strittige Situation geäußert, was der vierte offizielle Schiedsrichter anschließend meldete.

### In der Nationalmannschaft
Im Jahr 2002 gab Simone Perrotta sein Debüt in der italienischen Nationalelf. Er vertrat Italien bei den Europameisterschaften 2004 und 2008 und bei der WM 2006. Bei diesem Turnier entwickelte er sich unter Trainer Marcello Lippi zum Stammspieler des italienischen Nationalteams und wurde Weltmeister.

## Erfolge/Titel
Als Nationalspieler 
- U-21-Europameister: 2000
- Weltmeister: 2006

 Mit dem Verein 
- Italienischer Vizemeister: 2005/06, 2006/07, 2007/08
- Italienischer Supercup-Sieger: 2007
- Italienischer Pokalsieger: 2006/07, 2007/08